# Carex planostachys
Carex planostachys är en halvgräsart som beskrevs av Gustav Kunze. Carex planostachys ingår i släktet starrar, och familjen halvgräs. Inga underarter finns listade i Catalogue of Life.